# 坎諾克
坎諾克（Cannock）是英格蘭西米德蘭茲地區斯塔福德郡的一個城鎮。據2011年人口普查，坎諾克有人口29,018人。整個坎諾克都市區有人口86,121人。